# تاج الحياء

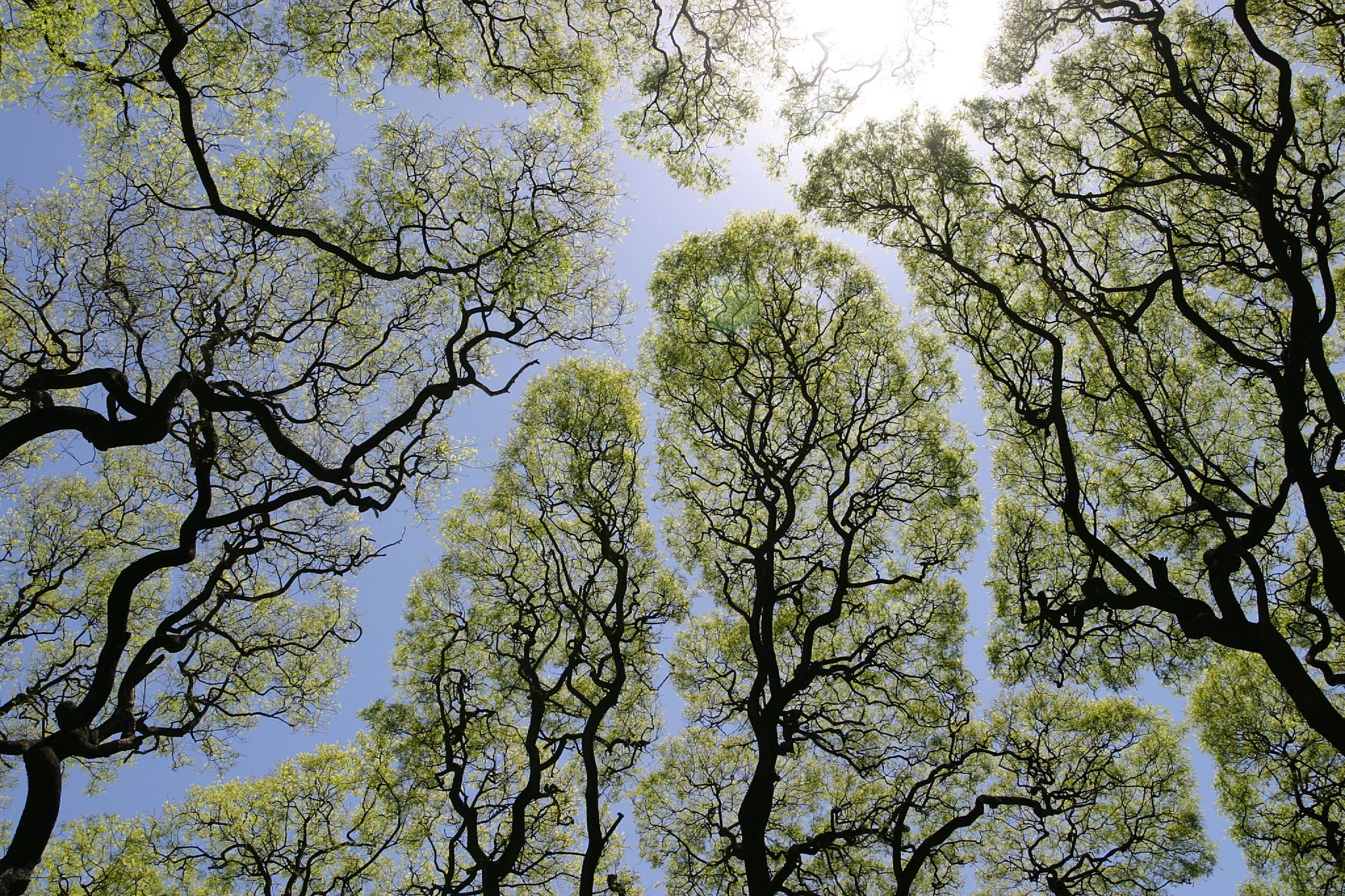
تاج الحياء بين أشجار في بوينس آيرس بالأرجنتين

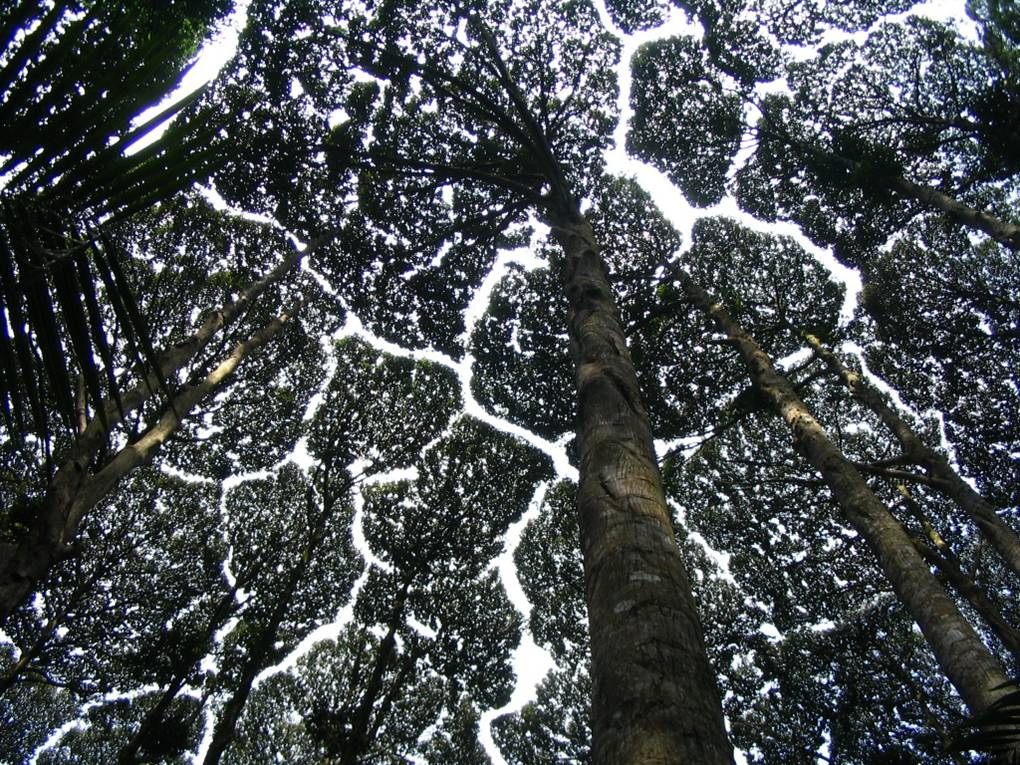
تاج الحياء

تاج الحياء وهي نمو أنواع من الأشجار وبشكل كثيف، ولكن من دون أن تتلامس، توجد عدة فرضيات مفسرة لهذه الخاصية، منها أن الأشجار تترك مسافة بينها لتفادي الأضرار الناتجة عن الرياح أو لأن أطرافها تعد حساسة للضوء فلا تتشابك.